# Списак епизода серије Породични човек

Следи списак епизода америчке анимиране серије Породични човек. Серија је почела да се приказује 31. јануара 1999; отказана је једном 2000, затим још једном 2002, али због великог интересовања враћена је 2005.
| Прва сезона - 1999            |                     | |
| Наслов                        | Прво емитовање      | Радња |
|                               | 31. јануар 1999.    | Питер добија чек од социјалног осигурања који је грешком издат на 150.000$ |
|                               | 11. април 1999.     | Питер аутом оштећује сателитску антену чиме цео град остаје без кабловске; Стјуи покушава да искорени броколи |
|                               | 18. април 1999.     | Стјуи слави први рођендан; Мег упознаје другарицу за коју не зна да је члан локалног култа |
|                               | 25. април 1999.     | Питер је у кућном притвору и прави бар у свом подруму |
|                               | 2. мај 1989.        | У крај се досељава Џо, бивши полицајац и Питер га позива да игра софтбол за тим његове фабрике не знајући да је инвалид |
|                               | 9. мај 1999.        | Крис је члан извиђача али он не жели да буде извиђач већ да црта; Лоис губи породични ауто на коцки |
|                               | 16. мај 1999.       | Питер и Брајан се споречкају на такмичењу паса и Брајан одлази од куће |
| Друга сезона – 1999-2000      |                     | |
| Peter, Peter, Caviar Eater    | 23. септембар 1999. | Грифинови наслеђују богатство од Лоисине преминуле тетке, али Питер проћердава сав иметак на аукцији |
| Holy Crap                     | 30. септембар 1999. | Питеров дубоко религиозни отац Френсис долази у посету и убрзо свима загорчава живот |
| Da Boom                       | 26. децембар 1999.  | После катастрофе која је задесила свет у новогодишњој ноћи 2000, Грифинови крећу да траже ново место за становање |
| Brian in Love                 | 7. март 2000.       | Брајан уринира где стигне и обраћа се психологу за помоћ; сазнаје да је подсвесно заљубљен у Лоис |
| Love Thy Trophy               | 14. март 2000.      | Питер, Квегмајер, Џо и Кливленд освајају прву награду на такмичењу, али се трве око тога коме од њих четворице треба да припадне трофеј; да би се запослила као келнерица у ресторану, Мег мора да се представља као Стјуијева невенчана саморахана мајка |
| Death is a Bitch              | 21. март 2000.      | Мислећи да је Питер мртав, Смрт долази по њега али завршава са сломљеним чланком те Питер мора да га одмени у «послу» |
| The King Is Dead              | 28. март 2000.      | Лоис жели да режира позоришну представу „Краљ и ја“, али Питер јој се меша у посао и на крају у потпуности промени представу |
|                               | 28. март 2000.      | Питер се на послу односи сексистички према женама па га шаљу на едукативни курс одакле се враћа потпуно ефеминизиран |
|                               | 4. април 2000.      | Питерова и Крисова омиљена серија је укинута и они чине све да је врате на ТВ, чак и ако то значи да морају да објаве вест да Крис умире |
|                               | 11. април 2000.     | Лоис се кандидује за председника школског одбора али Питер постаје њен противкандидат; Крис добија секси магазине од Питера, док Брајан у одсуству Лоис мора да чува Стјуија |
|                               | 18. април 2000.     | Крис испољава таленат за сликарство и позивају га у Њујорк да одржи изложбу |
|                               | 25. април 2000.     | Мег је константно понижавана од своје породице што кулминира ријалити шоом направљеном од њиховог живота те она напушта своје најмилије |
|                               | 30. мај 2000.       | Стјуи и Брајан посећују фарму на којој је Брајан растао; Питер гледа касете за „побољшање брака“ које су у ствари еротски снимци |
|                               | 6. јун 2000.        | Средњошколци се дрогирају лижући колумбијске жабе и Питер се прерушава у средњошколца не би ли их одговорио од тог порока |
|                               | 13. јун 2000.       | Стјуи у обданишту упознаје девојчицу Џенет у коју се заљубљује; Лоис се запошљава као стјуардеса |
|                               | 27. јун 2000.       | Питер се уплиће с мафијом што кулминира покушајима убиства Лоис; Питер и она су принуђени да од самог дона траже опозив убиства |
|                               | 27. јун 2000.       | Питер се подвргава најпре липосукцији а затим и пластичним операцијама од којих постане згодан али уображен; Стјуи развија поремећај у исхрани и постаје гојазан |
|                               | 12. јул 2000.       | Питер сазнаје да се његова кућа не налази на мапи Квахога, те оснива сопствену земљу Питорију |
|                               | 18. јул 2000.       | Мег ради као школски новинар и добија задатак да интервјуише градоначелника али Питер њен чланак замењује трачем да је Лук Пери хомосексуалац; Стјуи користи Криса за своје зле намере |
|                               | 25. јул 2000.       | Лоис не може да нађе клавиристу за такмичење и сазнаје да Питер зна да свира клавир али само кад је пијан, и решава да он буде њен адут иако то значи да ће морати стално да га одржава у припитом стању |
|                               | 1. август 2000.     | Питер учи Кливлендовог сина Кливленда Јуниора да буде голф играч; Стјуи постаје параноичан после примања вакцине код доктора |
| Трећа сезона – 2001-2003      |                     | |
|                               | 11. јул 2001.       | Брајан постаје полицијски пас за налажење дрога, али и сам бива навучен на кокаин |
|                               | 18. јул 2001.       | Брајан одлази у Лос Анђелес где му је понуђен посао да снима филмове; он прихвата не знајући да је реч о порно-индустрији |
|                               | 25. јул 2001.       | Питерову фабрику откупљује дуванска индустрија и цела породица ужива у бољитку Питеровог посла мада Питерови послодавци обрахрују и децу да пуше |
|                               | 1. август 2001.     | „Пијана шкољка“ бива претворена у британски паб и Питер са ортацима чини све да је врати на старо; Стјуи учи ћерку власника британског паба да говори правилно |
|                               | 8. август 2001.     | Питер надмашује Криса у свему у чему се надмећу, али онда открива да Крис има већу „мушкост“ од њега; Мег понижавају у школи и Лоис јој помаже да им се освети |
|                               | 15. август 2001.    | Питер поново среће Смрт и њих двојица пролазе ретроспективу из времена када се Питер забављао са Лоис; успут Питер учи Смрт како да осваја девојке |
|                               | 22. август 2001.    | Лоис похађа часове таи-џицуа које користи да би отерала придошлице из Њујорка, али њена насилност утиче на целу породицу да постане агресивна |
|                               | 29. август 2001.    | Мег добија посао као млади стажист у Вестима Канала 5, али партнер јој је њен удварач Нил Голдман док се њој свиђа Том Такер; Стјуи се бори са локалним силеџијом око свог трицикла |
|                               | 5. септембар 2001.  | Питеров шеф Џонатан Вид умире код Грифинових на вечери па је Питер принуђен да тражи нов посао и завршава тако што постаје витез |
|                               | 19. септембар 2001. | Питер постаје риболовац али бива преварен код продавца бродова и доводи себе у опасност да му кућа буде одузета; Лоис и Мег иду у провод за Мегин пролећни распуст |
|                               | 8. новембар 2001.   | Питер и Лоис желе да направе још једно дете и Стјуи чини све да би их спречио; у тој својој авантури среће свог несуђеног брата Бертрама |
|                               | 15. новембар 2001.  | Крису је на трагу опасни криминалац и породица бежи на југ Америке где се упознаје са руралним начином живота; Крис стиче ново, необично познанство |
|                               | 29. новембар 2001.  | Грифинови иду у посету Лоисиној породици али ствари крећу наопако када Брајан, не могавши да контролише своје нагоне, силује расну тркачку керушу Лоисиног оца |
|                               | 6. децембар 2001.   | Питер открива да има црнца међу прецима; Стјуи, уверен да су чирлидерсице у стању да контролишу људски ум, покушава да открије како то раде |
|                               | 20. децембар 2001.  | Питер наговара Џоа да се пријави за Параолимпијаду, али када на њој победи, Џо заборавља на захвалност свом ментору; Стјуи, Крис и Мег се боре око 26 долара које су нашли на плочнику |
|                               | 21. децембар 2001.  | Лоис планира савршен Божић за себе и своју породицу, Стјуи треба да глуми у божићној представи, али ствари не престају да иду наопако |
|                               | 17. јануар 2002.    | Брајан ради као кућна послуга код старије жене коју брзо омрзне, али промени мишљење кад сазна да је радила као певачица џинглова; Питер пушта браду у којој се убрзо населе ластавице |
|                               | 24. јануар 2002.    | Стјуи похађа глумачку школу у којој је принуђен да ради са девојчицом Оливијом која је арогантна и гледа на Стјуија с презиром; Мег упознаје момка по имену Џеф али Питеру и Лоис се не свиђа то што су Џеф и његова породица нудисти |
|                               | 31. јануар 2002.    | Питер и Лоис имају трзавица у браку највише због Питерове претеране љубоморе и добијају савет да пробају да живе развојени; Стјуи и Брајан бивају залепљени један за другог као последица Стјуијевог играња с лепком |
|                               | 7. фебруар 2002.    | Питер и Лоис одлазе на концерт бенда KISS, док Стјуи, гледајући британску дечју серију, одлучује да оде у Лондон те Брајан мора за њим да га одговори |
|                               | 14. фебруар 2002.   | — епизода састављена од три мини-епизоде рађене према, како је објављено, „најмање глупим“ предлозима читалаца. У првој Питеру дух из флаше пива испуњава три жеље, у другој Грифинови добијају супермоћи а у трећој се Питер и другови, у клиначкој верзији, боре за Лоисину наклоност                                                                                  |
|                               | 9. новембар 2003.   | Питер долази у заблуду да Јевреји могу да реше сваки проблем с новцем те тражи Јевреја да му помогне око његових новчаних проблема |
| Четврта сезона – 2005-2006    |                     | |
|                               | 1. мај 2005.        | Питер и Лоис одлазе на други медени месец, али упадају у проблеме који кулминирају Лоисином отмицом од стране Мела Гибсона; Брајан и Стјуи се удружују како би дисциплиновали Криса и Мег док су Питер и Лоис одсутни |
|                               | 8. мај 2005.        | Кад Крисова професорка добије на лутрији и, природно, напусти свој дотадашњи посао, Брајан је замењује, међутим убрзо бива премештен да предаје проблематичној деци; Крис се заљубљује у своју нову професорку која долази уместо Брајана |
|                               | 15. мај 2005.       | Питер жели да по сваку цену учини нешто по чему ће остати упамћен, али заврши тако што ослепи |
|                               | 5. јун 2005.        | Мег се подвргава процесу улепшавања и постаје неупоредиво лепша него раније. Убрзо постаје и музичка звезда, али лепота и слава доносе и своје недостатке |
|                               | 12. јун 2005.       | Пошто је Кливленд превише флегматичан и незаинтересован за било шта, његова супруга Лорета га вара са Квегмајером што резултује распадом њиховог брака |
|                               | 19. јун 2005.       | Питер сазнаје да је ментално заостао, али убрзо открива да то доноси многе олакшице |
|                               | 26. јун 2005.       | Брајан учествује у ријалити-шоуу у коме се група нежења надмеће да освоји удавачу Брук и испрва му све то делује као смејурија али све се више заљубљује у Брук; Крис има бубуљицу на лицу која га „тера“ да се понаша делинквентно |
|                               | 10. јул 2005.       | Питер дугује апотекару Морту велики новац и нуди му Мег у замену за дуг; Стјуи се заљубљује у своју бебиситерку |
|                               | 17. јул 2005.       | Лоис постаје клептоманка и бива ухапшена; породица јој помаже да побегне из затвора, али су онда сви принуђени да се скривају |
|                               | 24. јул 2005.       | Лоис постаје фото-модел али Питеру се не свиђа што се сад цео град наслађује њом; Брајан ради у Стјуијевој „фирми“ |
|                               | 11. септембар 2005. | Другарица наговара Брајана да промени име школи „Џејмс Вудс Хај“ у „Мартин Лутер Кинг“, али Питер је против тога и доводи самог Џејмса Вудса да би их спречио |
|                               | 18. септембар 2005. | Питер са друговима проводи неко време на пустом острву, а кад се најзад врати кући сазнаје да се Лоис преудала, и то за Брајана |
|                               | 25. септембар 2005. | Крис, бежећи од злостављања у школи, бежи у Јужну Америку где постаје члан локалног племена; Питер добија посао у новоизграђеној пивари |
|                               | 6. новембар 2005.   | Када, услед једног ТВ скандала, цензура на телевизији постаје оштрија, Питер из ината оснива своју ТВ станицу - ПТВ |
|                               | 13. новембар 2005.  | Брајан постаје новинар у магазину „Њујоркер“, али добија отказ када се сазна да није дипломирао на колеџу, те креће поново тамо да добије диплому; Питер са друговима оснива тим за борбу против неправде |
|                               | 20. новембар 2005.  | Лоис сматра да Стјуију недостаје време с оцем па тера Питера да се зближи с њим; Крис обавља кућне послове за Херберта, старца који је педофил и гаји симпатије према Крису |
|                               | 27. новембар 2005.  | Лоис сазнаје да има давно изгубљеног брата, који је смештен у менталној болници; Питер оснива клуб дебелих људи |
|                               | 18. децембар 2005.  | Не могавши да пронађе религију која му одговара, Питер оснива своју, засновану на серији „Срећни дани“ а првенствено на лику из ње Фонцу; Стјуију слаби имунитет и принуђен је да неко време буде изолован у стакленој лопти |
|                               | 8. јануар 2006.     | Брајан пева у дуету са Френком Синатром Јуниором, а касније им се придружује и Стјуи; Мег стиче нову другарицу али сазнаје да је лезбијка, међутим и сама се прави да је лезбијка како би је ново друштво прихватило |
|                               | 29. јануар 2006.    | Питер игра амерички фудбал за екипу Њу Ингленд Патриотса, али Тому Брејдију се не свиђа његово разметање; Брајан дугује Стјуију новац и овај га на врло насилне начине „подсећа“ да му врати дуг |
|                               | 12. март 2006.      | Питер осваја једнонедељне услуге кућне помоћнице у коју се Квегмајер заљубљује, али после ове љубави више није онај стари Квегмајер; Лоис покушава да одвикне Стјуија од дојења |
|                               | 26. март 2006.      | Питер одлази на вазектомију после које му више није стало до секса са Лоис, те ова од муке почиње да се преједа и гоји; Стјуи поново среће Бертрама и бори се с њим за превласт на локалном игралишту |
|                               | 9. април 2006.      | Питер и Лоис се пријављују за такмичење талената и узимају марихуану да би добили инспирацију да напишу песму; Брајан уз помоћ Стјуија покушава да докаже да је градоначелник Вест корумпиран |
|                               | 23. април 2006.     | Питер пише серију еротских романа које назива „Питеротика“ али његов бизнис узрокује банкрот Лоисиног оца; Стјуи тренира за Олимпијаду |
|                               | 30. април 2006.     | Брајану стиже у госте његов геј рођак Џаспер који планира да се венча са својим партнером, али градоначелник Вест баш тада доноси закон о забрани истополних бракова те Брајан мора да је опозове; Крис се учлањује у групу конзервативне омладине која је такође против геј бракова                                                                                     |
|                               | 7. мај 2006.        | Градећи мултиплекс, Питер у свом дворишту ископава стару индијанску лобању која му постаје играчка, али почињу да се дешавају чудне, застрашујуће ствари откако је та лобања унета у кућу |
|                               | 14. мај 2006.       | У кућу Грифинових упадају провалници и породица се сакрива на таван где Питер прича приче о својим славним прецима; Мег бива ухваћена од стране провалника |
| Пета сезона – 2006-2007       |                     | |
|                               | 10. септембар 2006. | Када Лоис зашије Стјуију његовог медведића Руперта Стјуи развија велику љубав ка њој; Питер подноси тужбу за сексуално злостављање против свог доктора који му је само прегледао простату |
|                               | 17. септембар 2006. | Питерова мајка Телма се разводи од Френсиса и тражи новог партнера, и проналази Тома Такера са телевизије; Брајан води радио-емисију али Стјуи му се меша у посао |
|                               | 24. септембар 2006. | У Квахогу се отвара нови велики супермаркет, али многе ситне занатлије губе посао због њега; Мег се запошљава у том супермаркету да би зарадила за ауто |
|                               | 5. новембар 2006.   | Брајан и Стјуи, као чланова америчке војске, бивају послати у Ирак; Крис постаје члан готик рок бенда |
|                               | 12. новембар 2006.  | Питер је повређен и не може да обавља свој посао у пивари па га Лоис замењује; Брајан стиче девојку Џилијан која је лепа али глупа (остаје с њом у вези и после краја епизоде) |
|                               | 19. новембар 2006.  | У школи уче децу да је секс нешто лоше што треба избегавати, па се Лоис пријављује да ради у тој школи како би исправила деци заблуде; Стјуи планира да уништи зубну вилу |
|                               | 26. новембар 2006.  | Стјуи поново среће Оливију из глумачке школе и ступа у „брак“ с њом; Питер, после гледања женског филма, решава да и сам направи један |
|                               | 17. децембар 2006.  | Мег нема пратиоца за школску игранку па Брајан иде с њом, али ствари се компликују када се њих двоје пољубе док је Брајан под дејством алкохола те Мег постане опседнута њим; Питер, Кливленд и Квегмајер се придружују Џоу у полицији |
|                               | 28. јануар 2007.    | На кућној распродаји Стјуијев медведић Руперт грешком бива продат и Стјуи, заједно са Брајаном, креће у авантуру да га врати; Питеру је одузета возачка дозвола и Мег постаје његов шофер |
|                               | 11. фебруар 2007.   | Питеров отац Френсис умире а Питер од Телме сазнаје да његов прави отац није био Френсис него један Ирац и Питер креће у Ирску да га нађе; Лоис у афекту удари Стјуија за почињени манифетлук, моментално зажали због тога и обећа му да никад више неће дићи руку на њега, али Стјуију се то допадне и он развија мазохистичке склоности                                |
|                               | 18. фебруар 2007.   | Криса злоставља силеџија и Питер га освећује, али сазнаје да је заправо лепо бити силеџија па и он сам почиње тако да се понаша; Стјуи постаје опседнут сунчањем и набацивањем тена али зарађује сунчаницу |
|                               | 4. март 2007.       | Квегмајер губи посао пилота Питеровом кривицом па њих двојица, заједно са Кливлендом и Џоом, праве план да га врате назад у ваздухопловство |
|                               | 11. март 2007.      | Питер се дружи са Билом Клинтоном, али Лоис сматра да Бил има лош утицај на Питера и покушава да прекине то пријатељство; Брајан учи да користи WC шољу уз помоћ Стјуија |
|                               | 25. март 2007.      | Грифинови отварају ресторан али суочавају се с мањком муштерија; Џо се нуди да доведе „своју фелу“, али то нису били полицајци, како је Питер помислио, већ инвалиди |
|                               | 29. април 2007.     | Квахошки верници мисле да је Стјуи ђавоље дете и Грифинови су принуђени да беже у Тексас |
|                               | 6. мај 2007.        | Крис је избачен из своје школе и Лоисин отац га уписује у другу, са децом из имућних породица |
|                               | 13. мај 2007.       | Лоис се кандидује за градоначелника Квахога у жељи да донесе бољитак граду, али дотадашњи градоначелник Вест јој је велика конкуренција |
|                               | 20. мај 2007.       | Питер жели да се врати у време кад је био 18-годишњак макар на једну ноћ, и Смрт лично му испуњава жељу, али ствари се компликују када Питер не оде у биоскоп са младом Лоис као што је урадио са 18 година... |
| Шеста сезона – 2007-2008      |                     | |
|                               | 23. септембар 2007. | Грифинови гледају ТВ али настаје курцшлус и принуђени су да се забаве на други начин па Питер прича причу базирану на серији „Звездани ратови“, само са ФГ ликовима |
|                               | 30. септембар 2007. | Брајан и Џилијан закупе стан да би заједнички живели у њему, али Брајан нема новца за кирију и Стјуи се нуди да му помогне, те настају компликације које резултују распадом Брајанове и Џилијанине везе; Крис и Мег добијају запослење у локалном дућану |
|                               | 7. октобар 2007.    | Џо одлази на операцију после које поново добија могућност да хода, али постаје превише активан што се не свиди ни његовим друговима а ни супрузи Бони |
|                               | 4. новембар 2007.   | Стјуи, бесан што га нису повели на крстарење бродом, кује план да убије Лоис једном засвагда; кад Лоис нестане околина почне да криви Питера за то с обзиром да је непосредно пре тога уплатио велико животно осигурање на њу |
|                               | 11. новембар 2007.  | Лоис, за коју сви мисле да је мртва, враћа се и открива да је Стјуи покушао да је убије, али овај креће у напад који се одвија од држања таоца па све до заузимања главног штаба CIA-е |
|                               | 18. новембар 2007.  | Питер у налету патриотизма почиње да прогања све илегалне имигранте, док не открије да је и сам имигрант што доводи до губљења посла и запослења код свог таста Картера |
|                               | 25. новембар 2007.  | Питер постаје необично штићенички наклоњен према Мег, и када ова упозна момка Питер је врло сумњичав према њему; Стјуи и Брајан купују стару запуштену кућу коју планирају да обнове |
|                               | 13. јануар 2008.    | Питер добија право да једе колико жели у локалном ресторану брзе хране, али кад претрпи шлог окреће се против фирме; Стјуи покушава да постане најпопуларнији момак у средњој школи |
|                               | 17. фебруар 2008.   | Џејмс Вудс проналази Питеров новчаник који је овај изгубио и „краде“ му идентитет, те Питер мора да се бори с њим око тога ко је прави Питер Грифин |
|                               | 2. март 2008.       | Питер и Лоис одлазе са Брајаном на одмор, али Брајан проводи више времена са Лоис од Питера и овај мора да се бори са Брајаном за њу; Херберт чува Криса, Мег и Стјуија |
|                               | 27. април 2008.     | Брајан сазнаје да има сина по имену Дилан са својом некадашњом девојком Трејси; заплет почиње када Трејси препусти Дилана Брајану на старање не питајући га ништа |
|                               | 4. мај 2008.        | Када му је речено да са папагајем на рамену изгледа као гусар, Питер одлучује да то и постане; Крис се заљубљује у младу ветеринарку Ану |
| Седма сезона – 2008-2009      |                     | |
|                               | 28. септембар 2008. | Брајан упознаје девојку по имену Керолин, али када му је Кливленд преотме Брајан је спреман на све да је врати, чак иако то значи да ће морати да позове Кливлендову бившу жену Лорету |
|                               | 5. октобар 2008.    | Питер постаје опседнут плочом и стално је пушта излуђујући своје укућане; када му је униште одлази да купи нову и у радњи среће Исуса Христа лично |
|                               | 19. октобар 2008.   | Када Морт Голдман случајно буде послат назад кроз време у Пољску 1939, Брајан и Стјуи крећу у авантуру спасавања |
|                               | 2. новембар 2008.   | Питер добија право на неограничен бензин до краја године и породица то користи да оде на пут аутом у Гранд Кањон, али заборављају Стјуија који остаје сам у кући |
|                               | 9. новембар 2008.   | Пошто закључе да Брајан постаје стар, Грифинови набављају новог пса по имену Нови Брајан који се, наравно, не допадне Брајану, али ни Стјуију |
|                               | 16. новембар 2008.  | Питер постаје марљивији на послу не би ли добио унапређење, али на путу ка свом циљу је принуђен да поново иде у трећи разред основне школе кога није завршио као дете; Френк Синатра јуниор поново пева са Брајаном и Стјуијем и њих тројица купују коћни клуб |
|                               | 15. фебруар 2009.   | Џоова жена Бони се коначно порађа, и пар добија ћерку Сузи у коју се Стјуи заљубљује, али због великог рачуна из болнице Џо, Кливленд, Квегмајер и Питер планирају да опљачкају Лоисиног оца |
|                               | 8. март 2009.       | Када Питер купи коња за трке и западне у дугове, пристаје да на њему испробавају нове генетичке лекове, и тако постаје геј |
|                               | 15. март 2009.      | Питер одлази да одигра партију голфа са О Џејем Симпсоном, и тек тада сазнаје да је он био оптужен за убиство своје жене и још једног човека. Остатак епизоде проводи покушавајући да убеди остатак града да његов узор из детињства није убица |
|                               | 22. март 2009.      | Лоис се запошљава као репортерка ФОКС телевизије, што се Брајану не допада; Питер то користи да уз помоћ Криса и Мег креира анимирану серију која би ишла на ФОКС-у |
|                               | 29. март 2009.      | Мег постаје поново рођени хришћанин и када сазна да је Брајан атеиста, покушава да га преобрати у хришћанство; Стјуи прави машину уз помоћ које у своју собу доводи глумачку екипу из Звезданих ратова, како би провео један дан у њиховом друштву |
|                               | 19. април 2009.     | Стјуи и Брајан се залажу за легализацију марихуане у Квахогу, и успевају, али тек ту почиње заплет... |
|                               | 26. април 2009.     | Стјуи иде у теретану да би ојачао након што га претуче Џоова ћерка Сузи, а да би убрзао процес Питер му даје стероиде; Кони Демико, популарна девојка из Мегине и Крисове школе, почиње да излази са Крисом |
|                               | 3. мај 2009.        | Брајанова бивша девојка Џилијан се удаје, а Брајан почиње да се забавља са Лорен Конрад |
|                               | 10. мај 2009.       | Питер препричава три приче базиране на романима Стивена Кинга (и филмовима рађеним по узору на те романе) са ФГ ликовима: „Stand By Me“, „“ и „“. |
|                               | 17. мај 2009.       | Питер сазнаје да је у претходном животу био Грифин Питерсон који се у Енглеској у 17. веку (која је била под влашћу краља Стјуарта (Стјуи), борио за љубав леди Редбуш (Лоис) |
| Осма сезона – 2009-2010       |                     | |
|                               | 27. септембар 2009. | Стјуи и Брајан путују кроз свет најразличитијих универзума |
|                               | 4. октобар 2009.    | Лоис сазнаје да је Јеврејка, али одбија да дозволи да јој то утиче на живот, међутим Питер почиње да усваја јеврејске обичаје |
|                               | 11. октобар 2009.   | У Квахог се досељавају Ден Екројд и Чеви Чејс; Стјуи и Брајан испитују то и откривају прави разлог њиховог боравка у граду... |
|                               | 8. новембар 2009.   | Брајан излази са старијом женом због чега му се подсмева цела породица; он покушава да разбије предрасуде о разлици у годинама |
|                               | 8. новембар 2009.   | Стјуи очајнички жели да упозна Хану Монтану и Брајан му помаже у томе; Крис доказује породици да Зли Мајмун постоји, али сазнаје и праву истину о њему |
|                               | 15. новембар 2009.  | Квегмајер сазнаје да има бебу са једном од својих многобројних љубавница и у недоумици је шта да ради; Стјуи прави клон, најпре себи а затим и Брајану |
|                               | 22. новембар 2009.  | Као замену за Кливленда који се одселио, Питер, Квегмајер и Џо одаберу црнца по имену Џером, али када сазна да је он некадашњи Лоисин момак, Питер постаје љубоморан на њега |
|                               | 29. новембар 2009.  | Брајан је огорчен што је псећи живот мање важан од људског; Грифинови запошљавају кућну помоћницу |
|                               | 13. децембар 2009.  | Када Питеров таст Картер претрпи срчани удар, Питер преузима посао у његовој империји |
|                               | 3. јануар 2010.     | Питер добија амнезију и више не може да се сети ничега |
|                               | 31. јануар 2010.    | Мег се заљубљује у робијаша, због кога и сама заврши у затвору, а кући се враћа мало „другачија“ него што је познају... |
|                               | 14. фебруар 2010.   | Стјуи и Крис се изгубе у шуми и Лоис се обраћа локалном медијуму да сазна шта ће бити с њима; Питер умишља да је и он медијум |
|                               | 14. март 2010.      | Стјуи се прерушава у девојчицу да би могао да глуми у дечјој серији, у пародији на филм Тутси; Мег има новог момка кога јој „преотме“ рођена мајка |
|                               | 21. март 2010.      | Анђела, Питерова претпостављена, осећа привлачност према Питеру и почиње да га сексуално узнемирава на послу |
|                               | 28. март 2010.      | Брајанов давно написан сценарио најзад бива преточен у ТВ серију, међутим то значи бескрајна преправљања оригиналног сценарија... |
|                               | 11. април 2010.     | На телевизији је објављено да ће у Земљу да удари комета и да им је то судњи дан, па се сви грађани Квахога труде да максимално проживе своје последње тренутне на Земљи |
|                               | 2. мај 2010.        | У овој специјалној једночасовног епизоди Брајан и Стјуи бивају случајно закључани у трезору банке и, чекајући помоћ, разговарају о многим животним темама |
|                               | 9. мај 2010.        | Квегмајеров отац, маринац, долази у посету поводом окупљања ветерана, али Квегмајер и остали сазнају да окупљање није једини разлог његове посете |
|                               | 16. мај 2010.       | Питер, Џо и Квегмајер, појачани Кливлендом, крећу у авантуру да открију извор свих масних вицева на свету |
|                               | 23. мај 2010.       | Питер поново прича причу у стилу „Звезданих ратова“, овога пута базирану на филму Империја узвраћа ударац |
|                               | 20. јун 2010.       | Лоисина стара пријатељица и њен муж не могу да имају деце, па Лоис пристаје да буде њихова сурогат мајка (Због контроверзне тематике о абортусу, ова епизода није премијерно приказана на ФОКС-у, већ у Уједињеном Краљевству) |
| Девета сезона – 2010-2011     |                     | |
|                               | 26. септембар 2010. | Грифинови добијају позив на вечеру од мистериозног пошиљаоца, а онда откривају да су многи грађани Квахога добили исти позив; епизода је у стилу крими романа Агате Кристи |
|                               | 3. октобар 2010.    | У Квахог долази Раш Лимбо на потписивање своје књиге, што Брајан користи да се расправи с њим, али га то после наведе да преиспита своја политичка уверења |
|                               | 10. октобар 2010.   | Лоисин отац Картера превари своју супругу Бабс што резултује њиховим разводом |
|                               | 7. новембар 2010.   | Специјал за Ноћ вештица. Брајан води Стјуија у прво сакупљање слаткиша, Питер и Џо смештају Квегмајеру разне смицалице, а Крис и Мег покушавају да „скорирају“ са неком особом супротног пола на тинејџерској журци |
|                               | 14. новембар 2010.  | Лоис постаје професионални боксер након што случајно открије да има таленат, више на Питерову иницијативу него што она то жели |
|                               | 21. новембар 2010.  | Очајан што се његова књига не продаје, гледајући листу бестселера, Брајан решава да за један дан напише свој бестселер. Заплет почиње кад његова књига заиста и постане популарна |
|                               | 14. децембар 2010.  | Љут што га Деда Мраз у локалном тржном центру није примио на крило, Стјуи са Брајаном одлази на Северни пол да га убије |
|                               | 9. јануар 2011.     | Питеру је потребно пресадити бубрег, и како се донатор не појављује, Брајан се нуди да донира своје иако би то значило његову смрт; Мег помаже Крису да напише састав за школу у част Барака Обаме |
|                               | 16. јануар 2011.    | Лоис се спријатељи са спикерком Џојс Кини, али Џојс јавно открива Лоисину мрачну, дуго чувану тајну |
|                               | 13. фебруар 2011.   | Питер и Брајан су приморани да иду на састанке Анонимних алкохоличара, али они немају намеру да се одрекну пића и чак подстичу присутне да се врате алкохолу; Питеру у помоћ прискаче стари познаник |
|                               | 20. фебруар 2011.   | Крис се спријатељи са луткаром из Немачке, а Херберт му открива какав је у ствари његов нови пријатељ |
|                               | 6. март 2011.       | Мег помаже Џоу док је његова супруга Бони ван града, али се временом заљубљује у њега; Стјуи креира свој зли клон |
|                               | 20. март 2011.      | Крис и Мег сматрају да је Питеру и Лоис лако у улози родитеља, на шта им ови предлажу да на неко време замене улоге |
|                               | 10. април 2011.     | Брајан се забавља са Квегмајеровом некадашњом љубави Шерил Тигс, а овај из освете излази са Брајановом бившом девојком Џилијан |
|                               | 17. април 2011.     | Након развода од свог деветог мужа, Лоисина сестра Керол почиње да се виђа са градоначелником Квахога Адамом Вестом |
|                               | 8. мај 2011.        | Стјуи сазнаје да је он креатор универзума, а када сазна да се његов полубрат Бертрам враћа кроз време да га убије (што би онда значило и крај универзума), он и Брајан крећу да га зауставе |
|                               | 15. мај 2011.       | Лоис путује у Париз са Бони, али убрзо сазнаје прави разлог због ког је њена пријатељица желела да оде тамо; Питер решава да школује Криса и Мег код куће док у њиховој школи траје епидемија грипа |
|                               | 22. мај 2011.       | Питер по трећи пут прича сагу о „Звезданим ратовима“, овај пут ону базирану на филму „Повратак џедаја“ |
| Десета сезона – 2011-2012     |                     | |
|                               | 25. септембар 2011. | Грифинови добијају главну премију на лутрији, али убрзо схватају да богатство доноси и много лоших страна |
|                               | 2. октобар 2011.    | У Квахогу бесни снажан ураган па су грађани принуђени да не излазе из кућа; Брајан узима психоактивне печурке а Мег, којој је доста да породици служи као отирач, одлучује да свима у лице каже шта мисли |
|                               | 30. октобар 2011.   | Квегмајерова сестра Бренда има момка Џефа који је константно физички злоставља, те Квегмајер уз помоћ Питера и Џоа покушава да је спасе тог зла |
|                               | 6. новембар 2011.   | У Квахог долази глумац Рајан Рејнолдс и Питер се спријатељи са њим; Стјуи слупа Брајанов ауто и у страху бежи од куће |
|                               | 13. новембар 2011.  | Брајан и Стјуи путују у пилот епизоду серије, али настају проблеми са временским парадоксима и прекрајањем историје услед њиховог путовања кроз време |
|                               | 20. новембар 2011.  | Грифинови позивају родбину, пријатеље и комшије на вечеру за Дан захвалности, а појављује се и Џоов син Кевин за кога се мислило да је погинуо у Ираку |
|                               | 27. новембар 2011.  | Грифинови се затекну у земљи Амиша где се Мег заљубљује у локалног младог Амиша, али породица убрзо долази у сукоб са његовим оцем |
|                               | 4. децембар 2011.   | Питер са Џоом, Квегмајером и Кливлендом, који је дошао у посету на недељу дана, иде пут на југ Америке, али тамо бивају жртве полицијског малтретирања, ухапшени и послати у затвор |
|                               | 11. децембар 2011.  | Закључивши да је Лоисин отац Картер сувише стар и да му је време за пензију, Грифинови покушавају да га сместе у један од старачких домова на Флориди |
|                               | 8. јануар 2012.     | Мег пуни 18 година и Квегмајер покушава да „окуша срећу“ код ње, али Мегини родитељи су против тога |
|                               | 15. јануар 2012.    | Брајан упознаје девојку која је слепа, што му не би био проблем да ова уз то не мрзи псе; Питер има муке са новим степеницама низ које се сваки пут оклизне |
|                               | 29. јануар 2012.    | Стјуи се спријатељи са локалним дечаком, али када се овај разболи његови родитељи, из религијских разлога, не желе да га упуте на лечење већ се само моле за њега, па је Лоис принуђена да нешто предузме |
|                               | 12. фебруар 2012.   | Питер наговара Тома Такера да се окуша као глумац у Холивуду и путује тамо са њим као његов менаџер; Крис излази са девојком која личи на Лоис |
|                               | 19. фебруар 2012.   | Питер и његово друштво упознају делфина који говори, а заплет почиње када делфин привремено дође да живи код Питерове породице јер га је супруга оставила; Стјуи иде у вртић код васпитачице која се према деци односи крајње немарно и Брајан одлази да исправи ствар, али није очекивао да ће му васпитачица бити прилично привлачна                                   |
|                               | 4. март 2012.       | Апотекар Морт се суочава са финансијским тешкоћама, па уз помоћ Питера и Квегмајера спаљује своју апотеку како би добио одштету од осигурања, али Џо им је на трагу |
|                               | 11. март 2012.      | Крис побеђује на такмичењу у брзом једењу хот догова али Лоис, забринута за његово здравље, шаље Криса (али и Питера) у камп за дебеле; међутим, неко почиње да убија госте кампа а Патрик, давитељ дебелих и Лоисин брат, баш у то време излази на слободу; Стјуија престављује омот албума групе Квин                                                                  |
|                               | 18. март 2012.      | Питер, Џо, Брајан и Квегмајер се, након саобраћајне несреће, буде у болници са избрисаним сећањима и не знају ко су, а уз то су и сами јер је цео град опустео |
|                               | 1. април 2012.      | Разочаран отказивањем дечје емисије „Весела фарма“, Питер одлучује да направи сопствену дечју емисију; Мег се занима за медицину и одлази на практичну обуку код др Хартмана |
|                               | 29. април 2012.     | Стјуи упознаје Пенелопе, девојчицу која је зли геније баш као и он. Сродне душе? За то време, Лоис, којој је доста да је Питер гуши и гњечи у сну, узима им одвојене кревете и Питер, навикнут да спава с неким у кревету, тражи алтернативно решење |
|                               | 6. мај 2012.        | Мег одлази са другарицом у Париз да тамо проведе једно школско полугодиште, али њих две бивају киднаповане од стране трговаца белим робљем, па Стјуи и Брајан крећу у акцију спасавања |
|                               | 13. мај 2012.       | Питер се придружује Покрету Чајанка који има за циљ да свргне градску владу, иако га Брајан саветује да то не чини |
|                               | 20. мај 2012.       | Још једна трилогија сачињена од предлога гледалаца. У првом делу приказано је како би серија „Породични тип“ изгледала да је прављена у Великој Британији, у другом Питер добија моћ да се сви које дотакне претворе у Робина Вилијамса, а трећи део представља један дан у Стјуијевом животу, из његове перспективе                                                     |
|                               | 20. мај 2012.       | Џо упознаје полицајку којој се свиђа, али не жели да превари своју супругу Бони; пријатељи га саветују да баш то уради како би се осветио Бони за њен излет у Паризу у претходној сезони |
| Једанаеста сезона – 2012-2013 |                     | |
|                               | 30. септембар 2012. | Лоисин некадашњи момак Рос се хвали Грифиновима како ће са својом породицом да осваја Монт Еверест, па Питер решава да се и он са својом породицом упусти у тај подухват |
|                               | 7. октобар 2012.    | Грифинови постају Нилсен породица, али убрзо почну то да злоупотребљавају |
|                               | 21. октобар 2012.   | Након што открију да Картер заправо зна тајну лека за рак, Стјуи и Брајан покушавају да га убеде да подели ту тајну са светом |
|                               | 11. новембар 2012.  | Брајан користи Стјуијев времеплов како би освајао девојке, али то доводи до збрке услед које време почиње да иде уназад, па њих двојица морају да исправе ствари док Стјуијево рођење не буде поништено |
|                               | 18. новембар 2012.  | Џо уз помоћ Питера и Квегмајера креће у авантуру да се освети криминалцу због кога је остао богаљ |
|                               | 25. новембар 2012.  | Лоис, забринута чињеницом да је све старија, почиње да се понаша као да има двадесетак година; Стјуи има корњачу љубимца која има своју мрачну страну |
|                               | 9. децембар 2012.   | Мег излази са момком по имену Кент и покушава да га задржи чак и пошто сазна да је он у ствари геј и да га привлачи њен брат Крис |
|                               | 23. децембар 2012.  | Питер прича породици о рођењу Исуса Христа, с тим што публика види ликове из Библије као ФГ ликове: Питера као Јосифа, Лоис као девицу Марију, Стјуија као Исуса итд. |
|                               | 6. јануар 2013.     | Крис иде на школовање у свемирски камп, међутим тамо му се не свиди и породица долази да га врати кући, али сви они случајно завршавају у свемиру |
|                               | 13. јануар 2013.    | Једна Брајанова позоришна представа доживљава успех у квахошком позоришту, а овај је још срећнији када сазна да ће бити играна и на Бродвеју, не знајући да су тамо стандарди много виши |
|                               | 27. јануар 2013.    | Након посете универзитету Харвард са друштвом, Квегмајер после једне пијане епизоде сазнаје да се оженио проститутком, и на све начине покушава да поништи тај брак |
|                               | 10. фебруар 2013.   | Грађани Квахога проживљавају Дан заљубљених свако на свој начин: Лоис и Питер проводе цео дан у кревету, Мег излази са момком кога је упознала на Интернету, Квегмајер се буди као женско, Стјуи окупља Брајанове бивше девојке... |
|                               | 17. фебруар 2013.   | Да би купио себи нове патике, Крис краде новац од својих родитеља, али Мег га ухвати на делу и уцењује га; Стјуи и Брајан заволе музику Ен Мареј и крећу да је лично упознају |
|                               | 10. март 2013.      | Због финансијских тешкоћа Лоис је принуђена да пронађе посао и запошљава се у фирми за телефонски секс; Питер је зове и почиње да ужива у разговорима с њом не знајући ко је у ствари са друге стране жице |
|                               | 17. март 2013.      | Питер почиње да се дружи са муслиманом и на крају и сам промени веру у ислам, али убрзо сазнаје да његово ново друштво није тако безазлено и невино |
|                               | 24. март 2013.      | Градоначелник Адам Вест је осумњичен за убиство и порота, сачињена од главних и споредних ликова серије, покушава да донесе пресуду |
|                               | 14. април 2013.     | Квегмајер води Питера и Џоа у Монтреал, али авион им се успут сруши; Питер оде да тражи помоћ али нестане, а када га најзад пронађу, Питер изгледа и понаша се као дивља звер |
|                               | 28. април 2013.     | Након што на ТВ објаве да плишани медведићи могу бити опасни за децу, Лоис шаље Стјуијевог Руперта назад у фабрику, па Стјуи креће са Брајаном да га "спасе"; Питер услед прехладе има другачији, дубљи глас, што Лоис налази веома привлачним |
|                               | 5. мај 2013.        | Хорас, бармен у "Пијаној шкољци", гине услед незгоде на бејзбол утакмици, па Питер и остали љубитељи тог бара на све начине покушавају да спрече да буде затворен; Мег се запошљава у мртвачници |
|                               | 12. мај 2013.       | Пошто је криминал у Квахогу у порасту, Грифинови се селе на фарму изван града и постају фармери, међутим, посао на фарми је много тежи него што су они мислили |
|                               | 19. мај 2013.       | Брајан осваја улазнице за концерт Селин Дион у Лас Вегасу, па он и Стјуи одлазе тамо, али уз помоћ Стјуијеве машине за телепортацију; на крају постану по две верзије од њих двојице од којих се један пар телепортује док други одлази авионом |
|                               | 19. мај 2013.       | Крис упознаје богату девојку и захваљујући њој цела породица уђе у кантри клуб богаташа; Картер у том истом клубу има проблема који резултују његовим искључењем, па му Питер помаже да поново буде примљен |
| Дванаеста сезона – 2013-2014  |                     | |
|                               | 29. септембар 2013. | Питеру пажњу привуче подметач у ресторану са нацртаном мапом за коју он мисли да ће га довести до блага, па креће у потрагу, а убрзо му се придружује и цео Квахог |
|                               | 6. октобар 2013.    | Питеру се појављује необична израслина на врату од које постане његов минијатурни близанац, који брзо освоји симпатије породице, осим Питера |
|                               | 3. новембар 2013.   | Квегмајер излази са девојком која му парира по сексуалним настраностима, али када га на крају киднапује, остатак екипе креће да га спасе; Стјуи, Брајан и Руперт улазе у необичан љубавни троугао |
|                               | 10. новембар 2013.  | Мег долази у сукоб са силеџијом из њене школе који жели да је претуче, па покушава на све начине да избегне тучу; Питер иритира Брајана својом голотињом, па Брајан мора да узврати ударац |
|                               | 17. новембар 2013.  | Грифинови одлазе на одмор у Италију, а када се Питеру допадне тамо он одлучује да остану тамо за стално |
|                               | 24. новембар 2013.  | Након једног инцидента са времепловом Стјуи уништава ту машину, али зажали због тога када Брајан страда након што га удари ауто; породица набавља новог пса али Стјуи не може да преболи старог пријатеља |
|                               | 8. децембар 2013.   | Питер и Квегмајер примете да лепо звуче када певају у дуету и формирају музички дует, међутим убрзо почињу размирице међу њима |
|                               | 15. децембар 2013.  | Картер мрзи Божић, па Питер покушава да му представи овај празник у најлепшем светлу не би ли му променио мишљење; Стјуи покушава да се врати кроз време и спречи да Брајан погине |
|                               | 5. јануар 2014.     | Након незгоде са виљушкарем у фирми, Питер добија отказ па се Лоис запошљава у супермакету док Питер остаје код куће, међутим то се негативно одрази на његов либидо |
|                               | 12. јануар 2014.    | Питер чита Стјуију бајке за лаку ноћ – „Јаша и чаробни пасуљ“, „Црвенкапа“ и „Пепељуга“ су приказани са ликовима из серије |
|                               | 26. јануар 2014.    | Брајанов син Дилан се враћа у град као глумац на ТВ, па Брајан то користи како би погурао своју каријеру као писац; Питер погоди Квегмајера метком у лову и њих двојица долазе у сукоб |
|                               | 9. март 2014.       | Након што његова мајка Телма умре, Питер почиње да се дружи са мајчином старом другарицом Евелин, али Евелин са Питером жели нешто више од пријатељства; Брајан помаже Стјуију да превазиђе страх од смрти |
|                               | 16. март 2014.      | Љути због константних пораза њиховог омиљеног фудбалског тима, Питер, Џо и Квегмајер крећу да пронађу Бога уверени да је он крив за то |
|                               | 23. март 2014.      | Крис прави друштво свом деди Картеру након што овај сломи ногу, и захвални Картер га поставља за јединог наследника богатства породице Пјутершмит, али Питеру се то не свиђа и решен је да и он извуче корист из тога, чак и ако то значи да ће морати да прибегне врло бизарном потезу...                                                                               |
|                               | 30. март 2014.      | Питер почиње да пуши и на крају завршава као заштитно лице кампање против пушења; Криса малтретирају силеџије у школи и Стјуи му помаже да се бори против њих |
|                               | 6. април 2014.      | Након што на ТВ види како два човека могу да буду „браћа по крви“, Стјуи жели да се и он на тај начин збратими са Брајаном, али том приликом му Брајан пренесе херпес; Питер, Џо и Квегмајер се боре са три човека која су запосела њихово омиљено место у кафани |
|                               | 13. април 2014.     | Питер изводи Стјуија у парк али га изгуби и врати се са другом бебом, због чега га Лоис назива идиотом, и повређени Питер се на пословним путовањима културно уздиже како би доказао да је интелигентан |
|                               | 27. април 2014.     | Крис се забавља са Џеромовом ћерком Пем што се Џерому не свиђа због неких расних предрасуда; када двоје заљубљених побегну од куће, Питер и Џером крећу у потрагу |
|                               | 4. мај 2014.        | Питер води Мег на разговор за упис на колеџ, и на том путу њих двоје се по први пут у животу зближе; Брајана попрска твор и принуђен је да живи ван куће док непријатни мириси не прођу |
|                               | 11. мај 2014.       | Кливленд се (након што је његова серија отказана) враћа у Квахог са породицом, али када његова супруга Дона претуче Криса, Лоис и Дона се посвађају и забране и својим мужевима да се виђају |
|                               | 18. мај 2014.       | Стјуи, коме је доста да живи у „породици морона“, путује кроз време како би раздвојио Питера и Лоис и поништио своје рођење, али завршава у некој британској породици високе класе |
| Тринаеста сезона – 2014-2015  |                     | |
|                               | 28. септембар 2014. | Питер црта кратке стрипове за новине, али када један стрип изазове гнев његових суграђана, породица Грифин бежи из града и завршава у Спрингфилду где упознаје чувене Симпсонове |
|                               | 5. октобар 2014.    | После много година Џо доживљава да му дечја књига коју је написао буде објављена захваљујући Питеру, међутим Питер све више преузима заслуге за популарност књиге |
|                               | 19. октобар 2014.   | Лоис и Питер отварају продавницу колача, али посао слабо иде па Питер прибегава мерама које се Лоис не допадну; Стјуи има проблема са спавањем и Брајан му даје мало сирупа за кашаљ како би лакше заспао, али Стјуи постаје завистан од тог сирупа |
|                               | 9. новембар 2014.   | После једне незгоде Брајан одлази на пластичну операцију услед које добије истакнуте зубе и осмех, па се запошљава као продавац некретнина |
|                               | 16. новембар 2014.  | Питер у пијаном стању поједе ћурку спремљену за Дан захвалности, па он и Брајан крећу да набаве нову из чега се рађа низ ситуација; у Питеровом одсуству Стјуи убеђује Криса да је он сада глава породице |
|                               | 7. децембар 2014.   | Питер поново среће старог знанца Исуса и сазнаје да је овај још увек невин, па са својим пријатељима покушава да то измени |
|                               | 4. јануар 2015.     | Да би се Крис што боље припремио за тест из историје, Стјуи и Брајан га воде на путовање кроз време како би из прве руке видео неке значајне историјске догађаје, али западну у неприлике када се нађу на Титанику |
|                               | 11. јануар 2015.    | Брајан полаже тест у школи у Мегино име, али остварује доста лош резултат и почиње да мисли да није тако интелигентан; Питер га убеђује да бити глуп има својих добрих страна |
|                               | 25. јануар 2015.    | Мег постаје фотомодел, али брзо сазнаје да заправо позира за сајт намењен људима са фетишом према стопалима; Стјуи и Брајан доживљавају авантуру на музичком фестивалу |
|                               | 8. фебруар 2015.    | За једну Квегмајерову сексуалну партнерку се испостави да је малолетна и он бива ухапшен због обљубе малолетног лица, али се онда појављује његова мајка, некада промискуитетна а сада посвећени хришћанин, и покушава да му помогне; Питер сазнаје да му је право име заправо Џастин, али због те чињенице он потпуно мења свој приступ животу, на ужас његове породице |
|                               | 15. фебруар 2015.   | Питер са Кливлендом, Џоом и Квегмајером оснива детективску агенцију; Крис развија емотивну везу са импровизованом лутком што забрине Лоис |
|                               | 8. март 2015.       | Стјуију се чини да га Брајан запоставља у последње време, па се одлучује на екстреман корак да би ојачао њихов однос: зачеће себе Брајановом ДНК; Питер и његова три пријатеља покушавају да направе неки снимак који би постао популаран на Интернету |
|                               | 15. март 2015.      | Кливленд открива да има дара за психијатра и почиње да се бави тим послом, па Питер и Лоис траже брачне савете од њега али то креће нежељеним током; Мег ради на проверавању путника на аеродрому и најпривлачнија је особа међу колегама |
|                               | 12. април 2015.     | Након што Питер (случајно) пронађе изгубљено дете и постане херој, Џо је утучен што он као полицајац није добио никакво слично признање, па решава да усмери живот у другом правцу што њега и осталу тројицу води на Нијагарине водопаде |
|                               | 19. април 2015.     | У свађи Брајан уједе Питера и након тога постане агресивнији, па га Грифинови шаљу на дресуру; Нил Голдман се зближава са Крисом мада му је права намера да се приближи Крисовој сестри, својој старој љубави Мег |
|                               | 26. април 2015.     | Питер тражи од свих својих познаника да приреде вече комедије на коме ће да праве шале на његов рачун, али то се завршава тако што се Питер увреди и реши да тражи ново друштво, па тако почне да се дружи са трима женама средњих година, а успут ће научити и нешто о мушким и женским пријатељствима                                                                  |
|                               | 3. мај 2015.        | Сваки пут кад мало попије, Питер прича како би победио Лијама Нисона у борби; осталима се то најзад смучи да слушају и њих четворица одлазе у Конектикат, где Лијам снима филм, како би Питер могао и да докаже своје речи; Лоис волонтира као васпитачица у вртићу у који иде и Стјуи, који постаје љубоморан услед тога што Лоис придаје пажњу другој деци             |
|                               | 17. мај 2015.       | Питер, Кливленд и Џо одлазе у летовалиште за парове на Бахамимама са својим супругама, као и Квегмајер са девојком коју је нашао за ту прилику, али њих четворица са ужасом схватају да је то летовалиште такође и брачно саветовалиште; Картер чува Криса, Мег и Стјуија и покушава да их научи да се забављају на старомодни начин                                     |
| Четрнаеста сезона – 2015-2016 |                     | |
|                               | 27. септембар 2015. | Квегмајер почиње да ради као кувар на телевизији, али и Питер добија своју куварску емисију, те тако њих двојица постају ривали; Стјуи пати од поремећаја пажње и преписују му таблете које и Брајан почне да узима |
|                               | 4. октобар 2015.    | Џо треба да се види са својим оцем после дужег времена, али како овај не воли хендикепиране људе, Питер се претвара да је његов син уместо Џоа; Стјуи, када сазна да ће бити кепец као одрастао, почиње да се дружи са Томом Крузом који је у овој серији такође кепец                                                                                                   |
|                               | 11. октобар 2015.   | Стјуи прави робота који може да му парира по интелигенцији, али робот убрзо постаје препаметан и за њега; Лоис и Питер купују нов мадрац за свој кревет а бацају стари који се похабао, али после неког времена почну да жале за тим старим |
|                               | 25. октобар 2015.   | Питер и момци одлазе у стару полунапуштену кућу не би ли нашли инспирацију да направе хорор филм, али када се та авантура оконча правим убиством, почиње да их прогања кривица; Стјуија нервирају наочаре које је Брајан почео да носи и жели да их уништи |
|                               | 8. новембар 2015.   | Питер налази стари видео-снимак себе као младог, закључи да се није остварио у животу, те покуша да изведе Криса на прави пут и спречи га да понови исту грешку, уз Брајанову помоћ |
|                               | 22. новембар 2015.  | Квегмајер признаје свом оцу (који је у међувремену постао женско) да је заљубљен у Лоис, али то његово признање случајно буде снимљено на његов телефон и доспе и до Питера који долази у сукоб са Квегмајером због тога |
|                               | 6. децембар 2015.   | Питер и момци трче са биковима, али за време тог догађаја Џо доживљава повреду и постане непокретан од врата надоле; Брајан излази са девојком која је удата за бившег припадника "Фока", морнаричке јединице |
|                               | 11. јануар 2015.    | Питер са момцима оформљава групу за одржавање безбедности комшилука, али вршећи ту дужност рани Кливленда јуниора из пиштоља, због чега га оптужују да је починио злочин из мржње |
|                               | 3. јануар 2016.     | Момци гледају стару серију јужнокорејске продукције у којој је глумио и Квегмајер, међутим недостаје последња епизода и њих четворица одлазе у Кореју да је пронађу; Квегмајер је дочекан као херој, а када се поново уједини са глумицом са којом је играо у серији, разматра да остане у Кореји                                                                        |
|                               | 10. јануар 2016.    | Грифинови тражећи начин да дођу до новца, нађу Стјуију ангажман у снимању реклама, али када њихов синчић постане звезда, Питерове и Лоисине амбиције су све веће и Стјуи због тога испашта под притиском |
|                               | 17. јануар 2016.    | Након што Питеров таст Картер бива преварен да пошаље велики новац у Африку, Питер и Картер крећу тамо да поврате новац; Брајан се заљубљује у Мегину другарицу Пети, тачније у њено тело, и покушава да је освоји, тј. искористи |
|                               | 14. фебруар 2016.   | Питер почиње да се занима за апликације и бесомучно их преузима на свој смартфон, али када му понестане меморије купује нов а стари даје Крису, што доводи до неочекиваних последица; Стјуи игра тенис у локалном клубу и придружује му се Брајан, привучен пићем и девојкама којих има тамо, иако никада није играо тенис                                               |
|                               | 21. фебруар 2016.   | Питер у пијаном стању направи ексцес и градоначелник Вест забрањује куповину алкохолних пића свим грађанима млађим од 50 година, али Брајан, који је стар 8 људских година (што ће рећи 56 у псећим), и даље може да га купује и то Питер користи |
|                               | 6. март 2016.       | Стјуија муче ноћне море пропраћене неким чудовиштем и Брајан креће у спашавање тако што ће, уз помоћ Стјуијеве машине, ући у његове снове и обрачунати се с тим чудовиштем; Питер претвара таван своје куће у простор за разбибригу, али се Лоис не допадне што он сво своје време проводи тамо са момцима                                                               |
|                               | 13. март 2016.      | На 46. рођендану Џоове жене Бони слављеница се у једном моменту пољуби са Брајаном, због чега касније Џо узима Брајана "на зуб"; Мег волонтира у старачком дому, али је њена штићеница третира лоше и Мег из освете почиње да краде, најпре од ње а онда и од других штићеника, а у томе јој се придружује и Крис                                                        |
|                               | 17. април 2016.     | Лоис се запошљава у пошти и открива старо Питерово писмо послато његовој старој девојци, која још није одустала од Питера; Стјуи иде у нови вртић са богаташком децом и претвара се да је и сам богаташ како би се уклопио у ново друштво |
|                               | 8. мај 2016.        | Питер сплетом околности проводи целу ноћ у тржном центру; Брајан покушава да освоји продавачицу из локалне јувелирнице правећи се да је милионер; Том Такер добија велику конкуренцију на ТВ станици на којој ради у виду новог полетног спикера |
|                               | 15. мај 2016.       | Крис побеђује на изборима за краља матурске вечери, али схвата да је гласове својих вршњака добио из сажаљења; Питер, Џо и Квегмајер су љубоморни што се Кливленд дружи са Џеромом занемарујући њих тројицу, те покушавају да га приволе да им се врати |
|                               | 22. мај 2016.       | Брајан се заљубљује у службеницу техничке подршке која живи у Индији и заједно са Стјуијем креће тамо да је упозна лично; Питер на Џоов наговор одлази да игра бинго, али му се то све више допада и на крају почне да угрожава Џоову позицију у тамошњем друштву |